# والتر تيت
والتر تيت (27 أغسطس 1863 - 29 ديسمبر 1946) (بالإنجليزية: Walter Tate)‏ هو لاعب كريكت بريطاني (وحمل سابقاً جنسية المملكة المتحدة لبريطانيا العظمى وأيرلندا).